# Kant- en Linnenmuseum
Het Kant- en Linnenmuseum of Vlasmuseum was een museum in de Belgische stad Kortrijk. Het museum toonde de geschiedenis en talrijke pronkstukken van het Kortrijkse damast en het gebruik van kant en sierlinnen in het dagelijkse leven.
Het museum was gesitueerd in een oude vlassershoeve op Hoog Kortrijk, nabij de universiteit KULAK, waar de bewerking van vlas traditioneel een belangrijke industrie is. 
Het museum werd gesloten wegens dalende belangstelling. De belangrijkste stukken zijn sinds 2014 te bewonderen in het nieuwe museum Texture.